# Antoni Wołek
Antoni Wołek (ur. 13 kwietnia 1945 w Krakowie, zm. 12 marca 2016) – szopkarz krakowski, z zawodu tokarz. Wielokrotny uczestnik konkursu szopek krakowskich w latach 1975–2005.
Laureat pierwszej nagrody w latach: 1975, 1976, 1977, 1978 (dwie szopki), 1979, 1980, 1983, 1987, 1993. Jego prace znajdują się w kolekcji Muzeum Historycznego Miasta Krakowa.
Został pochowany na cmentarzu Grębałowskim.